# Frieder Scheiffele
Frieder Scheiffele (* 1979 in Reutlingen) ist ein deutscher Autor und Fernsehproduzent.
Frieder Scheiffele hat vor dem Studium im Bereich der Presse- und Öffentlichkeitsarbeit bei Bavaria Film in Grünwald bei München und beim Südwestrundfunk in Stuttgart gearbeitet. Ab Herbst 2003 folgte das Studium an der Filmakademie Baden-Württemberg mit Schwerpunkt Produktion und Fachbereich Serienproducing. Dieses schloss er 2007 mit Diplom ab. Nach seinem Studium gründete er 2008 gemeinsam mit Bastian Braig und Sebastian Feld die Schwabenlandfilm GmbH. Für diese ist er seither als geschäftsführender Gesellschafter und Produzent tätig. Als Produzent verantwortete er zwei Staffeln der Mundartserie Laible und Frisch, die mit zwölf Folgen im SWR Fernsehen lief, die Dokumentation Thaddäus Troll – heiter bis schwäbisch sowie den Spielfilm Dolores. Des Weiteren wurden von ihm Merchandising-Artikel, DVD-Lizenzveröffentlichungen Der Eugen, Deutschland deine Schwaben, Klassiker der Komödie im Marqurdt sowie eine eigene Filmtour ins Leben gerufen.

## Schriften
- Frieder Scheiffele, Marienhof – Hintergründe und Fakten, Egmont vgs Verlagsgesellschaft mbH, Köln 2002, S. 18 (ISBN 3-8025-2909-X)